# 서운 분기점

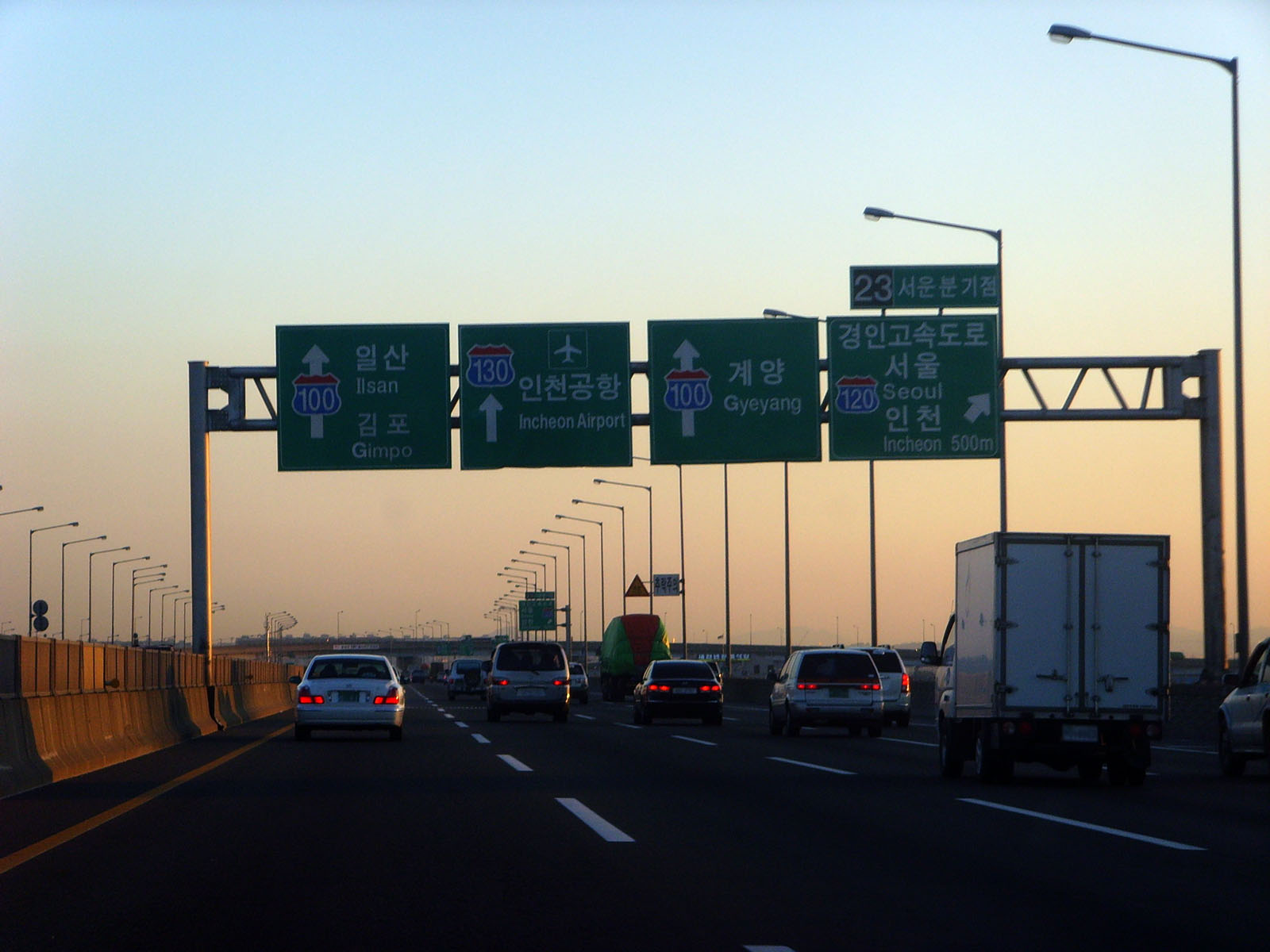
서운 분기점의 노을
(수도권제1순환고속도로 고양방향)

서운 분기점(瑞雲分岐點, Seoun Junction, 서운JC)은 인천광역시 계양구 서운동과 부평구 삼산1동, 그리고 경기도 부천시 오정구 삼정동에 걸쳐 설치된 수도권제1순환고속도로와 경인고속도로가 만나는 분기점이다. 수도권제1순환고속도로 성남 방향 진입로 본선 상에 신호등이 설치되어 있다.
본래 1989년 9월 26일 중동신도시 개발에 따른 교통대책으로 삼정 나들목이 건설되고 있었으나, 서울외곽순환고속도로 건설 계획 발표에 따라 나들목 건설 공사를 중단하고 지금과 같은 분기점으로 바뀌게 되었다.

## 연혁
- 1992년 8월 20일 : 분기점 신설을 위해 부천도시계획시설 교통광장에 부천시 남구 중동 일대를, 인천도시계획시설 교통광장에 인천직할시 북구 삼산동, 계산동, 서운동 일대를 서운 분기점으로 고시[2]
- 1998년 7월 24일 : 서울외곽순환고속도로 장수 ~ 서운 구간 개통에 따라 영업 개시[3]
- 1999년 11월 26일 : 김포 나들목 ~ 서운 분기점 구간 개통

## 구조물 정보
Y자형 및 트럼펫형 복합형 입체 분기점으로 개통되었다. 원래 경인고속도로 쭉 진출입로 위치에는 중동신도시 개발에 따른 교통대책으로 송내대로와 접속되는 삼정 나들목이 건설될 예정이었고, 실제로 기초 공사가 진행되었으나, 이후 수도권제1순환고속도로 노선 계획이 지금과 같이 확정되자 분기점 설치를 위해 공사가 중단되고 지금의 서운 분기점으로 바뀌어 재시공하게 되었다. 경부고속도로랑 똑같이 정체가 심한 편이다.
- 위치: 인천광역시 계양구 서운동, 부평구 삼산1동, 경기도 부천시 삼정동

## 접속하는 노선

### 고양・성남방면
- 수도권제1순환고속도로 (23번)

### 인천・서울방면
- 경인고속도로 (5번)